# Clifford J. Rogers (Schiff)
Die Clifford J. Rogers war das weltweit erste als solches geplante und gebaute Containerschiff. Es war allerdings nicht für den Transport von ISO-Containern, sondern für ein Sondermaß der White Pass & Yukon Route gebaut und konnte zusätzlich auch Erz laden.

## Geschichte
Das Containerschiff Clifford J. Rogers wurde 1955 auf der Werft Canadian Vickers in Montréal, Kanada im Auftrag der White Pass & Yukon Railway gebaut. Nach ihrer Übergabe am 26. November 1955 eröffnete sie einen Containerdienst zwischen Vancouver und Skagway. Dort wurden die Container auf die White Pass & Yukon Bahnlinie umgeladen. Die Clifford J. Rogers diente bis zu ihrer Ablösung durch die modernere Frank H. Brown im Jahr 1965 auf der Route. Danach wurde das Schiff verkauft und fuhr ab 1967 zunächst unter altem Namen für Marine Chartering aus San Francisco, aber Heimathafen London, zwischen New Orleans und Mittelamerika. Daneben wurde sie auf einzelnen Reisen nach Mikronesien und Neuseeland eingesetzt. Später war das Schiff für eine griechische Reederei als Lampsia in Charter der Marine Chartering in Fahrt. Das Schiff sank schließlich während eines Schlechtwetters am 11. Dezember 1975 etwa 90 Seemeilen östlich von Kap Hatteras als Drosia auf einer Reise mit Zucker von Jamaika nach New York, wobei 8 der 15 Mann Besatzung ums Leben kamen.

## Technik
Aufbauten und Maschinenanlage waren achtern angeordnet. Der Antrieb des Schiffes bestand aus zwei Viertakt-Dieselmotoren des Herstellers Polar-Nohab (andere Quelle: Mirrlees), die über ein Getriebe auf eine Welle wirkten. Für den Ladungsumschlag waren an Deck zwei A-Masten mit jeweils vier 10-Tonnen-Leichtladegeschirren und ein zusätzlicher 30-Tonnen-Schwergutbaum vorhanden. Die zwei Laderäume mit einem Kornraum von 6140,2 m3 wurden bei Luke 1 und 4 mit Stahllukendeckeln und bei Luke 2 und 3 mit Holzlukendeckeln verschlossen. Das Schiff konnte insgesamt 168 Einheiten der jeweils 2,44 Meter langen und breiten und 2,14 Meter hohen Container aufnehmen, die in der Regel auf der Hinreise mit Stückgut, auf der Rückreise mit Asbestschiefer beladen waren. Im verbleibenden Raum neben den Containern konnte zusätzlich Zink- oder Bleierz gestaut werden.